# Kommutativitet
Kommutativitet er et matematisk begreb.
En operation (evt. en funktion af to variable) er kommutativ, hvis rækkefølgen af operationens operander er uden betydning for resultatet.

## Binære operationer
Eftersom en binær operation løst set er en funktion {\displaystyle O_{2}(\cdot ,\cdot )}, der fører to elementer fra den ene mængde tilbage til den samme mængde, {\displaystyle O_{2}(\cdot ,\cdot ):X\times X\rightarrow X}.
Og eftersom en binær operation har to in-put, giver det spørgsmål, hvorvidt placeringen af en binær operations to in-put er uden betydning for resultatet af udregningen, mening.
Derfor kan muligheden for kommutativitet godt gælde for binære operationer.
En binær operation {\displaystyle O_{2}(\cdot ,\cdot )} over en mængde {\displaystyle M} kaldes kommutativ, hvis der for hvert set af to elementer gælder, at det ene element og det andet element opereret med hinanden giver det samme resultat uafhængigt af, i hvilken rækkefølge udregningen af resultatet beregnes. Der vil være 2 = 2! rækkefølger.
{\displaystyle \forall a_{1},a_{2},a_{3}\in M:O_{2}(a_{1},a_{2})=O_{2}(a_{2},a_{1})}
{\displaystyle \forall a_{1},a_{2}\in M:a_{1}\cdot a_{2}=a_{2}\cdot a_{1}}
det vil sige, hvis alle elementer i {\displaystyle (M,\cdot )} er ombyttelige.
For eksempel er addition over de naturlige tal, (eller over de hele tal, eller over de rationale tal, eller over de reelle tal, eller over de komplekse tal), kommutativ; og eksempelvis er multiplikation over de naturlige tal, (eller over de hele tal, eller over de rationale tal, eller over de reelle tal, eller over de komplekse tal), også kommutativ:
5 + 3 = 8 = 3 + 5
5 * 3 = 15 = 3 * 5
For eksempel er subtraktion over de naturlige tal, (eller over de hele tal, eller over de rationale tal, eller over de reelle tal, eller over de komplekse tal), ikke kommutativ; og eksempelvis er division over de naturlige tal, (eller over de hele tal, eller over de rationale tal, eller over de reelle tal, eller over de komplekse tal), heller ikke kommutativ.
8-4 = 4 ≠ -4 = 4-8
8÷4 = 2 ≠ 0,5 = 4÷8
Imidlertid er multiplikation over et matrix-rum ikke kommutativ.
{\displaystyle {\begin{bmatrix}a&b\\c&d\\\end{bmatrix}}\times {\begin{bmatrix}e&f\\g&h\\\end{bmatrix}}={\begin{bmatrix}(ae+bg)&(af+bh)\\(ce+dg)&(cf+dh)\\\end{bmatrix}},}
hvorimod
{\displaystyle {\begin{bmatrix}e&f\\g&h\\\end{bmatrix}}\times {\begin{bmatrix}a&b\\c&d\\\end{bmatrix}}={\begin{bmatrix}(ea+fc)&(eb+fd)\\(ga+hc)&(gb+hd)\\\end{bmatrix}}.}

## Binære funktioner
En binær funktion løst set er en funktion {\displaystyle f_{2}(\cdot ,\cdot )}, der fører ét element fra den ene mængde og et andet element fra den anden mængde over til den tredje mængde, {\displaystyle f_{2}(\cdot ,\cdot ):X_{1}\times X_{2}\rightarrow Y}.
Og eftersom en binær funktion har to in-put, giver det spørgsmål, hvorvidt placeringen af en binær funktions to in-put er uden betydning for resultatet af udregningen, mening.
Dersom tilfældet {\displaystyle X_{1}} ≠ {\displaystyle X_{2}} overvejes, altså {\displaystyle f_{2}(\cdot ,\cdot ):X_{1}\times X_{2}\rightarrow Y}, kan kommutativitet ikke gælde, eftersom elementerne fra in-put tilhører hver deres mængde.
Dersom tilfældet {\displaystyle X_{1}} = {\displaystyle X_{2}} = {\displaystyle X} overvejes, altså {\displaystyle F_{2}(\cdot ,\cdot ):X\times X\rightarrow Y}, kan kommutativitet muligvis gælde, eftersom elementerne fra in-put tilhører den samme mængde.